# Allemagne aux Jeux mondiaux de 2017
Cet article contient des informations sur la participation et les résultats de l' Allemagne aux Jeux mondiaux de 2017 à Wrocław en Pologne.

## Médailles

### Or
| Sport                                  | Discipline                              | Sportifs |
| Médailles d'or : 17 (+1 démonstration) |                                         | |
| Danse sportive                         | Danses standards                        | Benedetto Ferruggia Claudia Köhler |
| Fistball                               | Tournoi                                 | Allemagne- Tim Albrecht (de) - Ajith Fernando (de) - Andrew Fernando - Fabian Sagstetter (de) - Steve Schmutzler (de) - Lukas Schubert (de) - Oliver Späth (de) - Patrick Thomas (de) - Sebastian Thomas - Nick Trinemeier (de) |
| Gymnastique acrobatique                | Homme duo                               | Tim Sebastian (de) Michail Kraft (de) |
| Ju-jitsu                               | Femmes - Combat -70 kg                  | Theresa Attenberger |
| Ju-jitsu                               | Équipes                                 | Allemagne - Roman Apolonov - Tim Weidenbecher - Carina Neupert - Julia Paszkiewicz - Johannes Tourbeslis - Malte Meinken - Theresa Attenberger - Andreas Stefan Knebl                                                           |
| Kayak-polo                             | Hommes                                  | Allemagne - Johan Driessen - Jakob Husen - Lennart Unterfeld - Lukas Richter - Robert Pest - Dennis Witt - Jonas Vieren - Fiete Maik Junge                                                                                      |
| Kayak-polo                             | Femmes                                  | Allemagne- Caroline Sinsel - Katharina Kruse - Fabienne Thole - Svenja Schaeper - Tonie Lenz (de) - Leonie Wagner - Pia Schwarz - Elena Gilles (de)                                                                             |
| Roller de vitesse                      | Femmes - Route - 500 m Sprint           | Mareike Thum (de) |
| Roller de vitesse                      | Hommes - Piste - 300 m Contre la montre | Simon Albrecht |
| Roller de vitesse                      | Hommes - Piste - 500 m Sprint           | Simon Albrecht |
| Sauvetage sportif                      | Hommes - 50 m Mannequin                 | Danny Wieck (de) |
| Sauvetage sportif                      | Hommes - Relais 4 x 25 m Mannequin      | Allemagne - Christian Ertel (de) - Kevin Lehr - Joshua Perling - Danny Wieck (de) |
| Sauvetage sportif                      | Femmes - Relais 4 x 50 m Bouée tube     | Allemagne - Sophia Bauer - Alena Kröhler - Kerstin Lange - Jessica Luster |
| Ski nautique et wakeboard              | Hommes - Saut                           | Bojan Schipner |
| Ski nautique et wakeboard              | Femmes - Slalom                         | Geena Krueger |
| Squash                                 | Hommes                                  | Simon Rösner |
| Tir à l'arc                            | Femmes - Arc classique                  | Lisa Unruh |
| Aviron indoor (dém.)                   | Hommes - Bloc                           | Oliver Zeidler |

Initialement vainqueur du simple femme au bowling, l'Allemande Laura Beuthner a été disqualifiée pour manquement aux règles antidopage.

### Argent
| Sport                                      | Discipline                              | Sportifs |
| Médailles d'argent : 10 (+1 démonstration) |                                         | |
| Escalade                                   | Hommes - Bloc                           | Jan Hojer |
| Ju-jitsu                                   | Duo Mixte                               | Sara Paganini (it) Michele Vallieri (it) |
| Ju-jitsu                                   | Hommes - Combat -77 kg                  | Andreas Stefan Knebl |
| Nage avec palmes                           | Hommes - 100m surface                   | Max Poschart |
| Nage avec palmes                           | Hommes - 200m surface                   | Max Poschart |
| Nage avec palmes                           | Hommes - 400m surface                   | Max Lauschus |
| Roller de vitesse                          | Hommes - Piste - 15 000 m Élimination   | Felix Rijhnen (en) |
| Roller de vitesse                          | Hommes - Route - 200 m Contre la montre | Simon Albrecht |
| Sauvetage sportif                          | Hommes - 50 m Mannequin                 | Joshua Perling |
| Sauvetage sportif                          | Hommes - 100 m Bouée tube               | Kevin Lehr |
| Football américain (dém.)                  | Hommes                                  | Allemagne- Donnie Ray Avant - Hendrik Hinrichs - Yannic Kiehl (de) - Patrick Poetsch (de) - Jazan Yassar - Christian Koeppe - Jason Owuso - Hermann Schramm - Levi Kruse - Sven Rieger - Thomas Rauch (de) - Thiadric Hansen (de) - Richard Grooten - Peter Arentsen - David Mueller - Moritz Meis (de) - Kwame Ofori (de) - Tissi Robinson (de) - Philipp Tolksdorf (de) - Alexander Haupert - Robin Fensch (de) - Aurieus Adegbesan - Marc Scherenberg - Marc Anthony Hor - Bejamin Mau - Sonny Weishaupt - Simon Filippo Gavanda - Jan Abrahamsen (de) - Maximilian Wild - Till Janssen - Sebastian Silva Gomez (de) - Tobias Nick - Thomas Schmidt - Leon Vincent Helm - Joshua Poznanski (de) - Harald Binczek - Jan Lanser - Mike Schallo - Nicolai Schumann (de) - Lane Acheampong (de) - Simon Brenner (de) - Paul Seemann - Aaron Wahl - Paul Zimmermann - Yannik Baumgaertner - Kerim Homri |

### Bronze
| Sport                     | Discipline                            | Sportifs |
| Médailles de bronze : 14  |                                       | |
| Bowling                   | Hommes simple                         | Tobias Bording |
| Danse sportive            | Rock'n'Roll                           | Tobias Bludau Michelle Uhl |
| Ju-jitsu                  | Duo Femmes                            | Blanca Birn Annalena Sturm (de) |
| Ju-jitsu                  | Hommes - Combat -62 kg                | Roman Apolonov |
| Ju-jitsu                  | Femmes - Combat -62 kg                | Carina Neupert |
| Nage avec palmes          | Hommes - relais 4x100 m surface       | Allemagne - Florian Kritzler - Max Lauschus - Max Poschart - Malte Striegler |
| Roller de vitesse         | Femmes - Piste - 15 000 m Élimination | Mareike Thum (de) |
| Roller de vitesse         | Femmes - Route - 20 000 m Élimination | Mareike Thum (de) |
| Sauvetage sportif         | Hommes - 100 m Mannequin palmes       | Kevin Lehr |
| Sauvetage sportif         | Hommes - Relais 4 x 50 m Bouée tube   | Allemagne - Christian Ertel (de) - Kevin Lehr - Jan Malkowski - Danny Wieck (de) |
| Sauvetage sportif         | Femmes - Relais 4 x 25 m Mannequin    | Allemagne - Sophia Bauer - Annalena Geyer - Kerstin Lange - Jessica Luster |
| Ski nautique et wakeboard | Femmes - Figure                       | Giannina Bonnemann |
| Sports aériens            | Vol à voile                           | Eugen Schaal |
| Tir à la corde            | Hommes 640 kg                         | Allemagne - Eberhard Bartmann - Andreas Berl - Philipp Berl - Markus Böhler - Lucas Broghammer - Andreas Fien - Daniel Fien - Patrick Frank - Stefan Heimann - Martin Higel - Markus Hug - Manfred Klingele |